# Geovana Peres
Geovana De Cassia Peres (Minas Gerais, Brasil, 8 de febrero de 1977) es una luchadora profesional de muay thai de neozelandesa nacida en Brasil y ex boxeadora profesional que compitió de 2017 a 2019. Se convirtió en la primera campeona mundial de peso semipesado, habiendo tenido el título femenino de la OMB desde 2019 hasta su retiro en enero de 2021. Es abiertamente lesbiana.

## Carrera
Geovana Peres comenzó su carrera en el boxeo amateur a los 38 años. En su primera pelea se enfrentó a Teuila Laika en un evento benéfico para recaudar fondos para Canteen New Zealand. Peres ganó todos los asaltos con lo que ganó su primera pelea por decisión unánime. Ganó el título Guantes de Oro y otra victoria amateur antes de convertirse en boxeadora profesional.
En marzo de 2017, Peres hizo su debut profesional contra la veterana kickboxer Sarah Long. Fue una pelea reñida y, sin embargo, ganó la experimentada Long que se llevó la victoria por decisión unánime.
En marzo de 2017, se anunció que Geovana Peres se enfrentaría a la ex top 10 del boxeo mundial Nailini Helu por el título vacante de peso semipesado de NZNBF Nueva Zelanda. Peres estaba en un momento profesional bajo, por lo que quería regresar con alguna victoria. Y lo consiguió: ganó la pelea por decisión unánime, ganando 7 de 8 asaltos de la pelea. Esto la convirtió en la primera persona brasileña y la primera persona LGBT en ganar un título de boxeo profesional de Nueva Zelanda.
En julio de 2017, Peres se enfrentó a Tessa Tualevao. Tualevao en ese momento tenía 18 años pero, a pesar de su corta edad, tenía una gran experiencia en kickboxing. Sin embargo, Peres utilizó su experiencia y habilidad y la derribó en el segundo asalto. Finalmente, ganó la pelea por decisión unánime.
Después de esa pelea, se anunció que Peres buscaría su segundo título en Nueva Zelanda, enfrentándose a Trish Vaka por el título de peso semipesado de PBCNZ Nueva Zelanda. Peres admitió que no sabía mucho sobre Trish Vaka, ya que no había mucho material online para estudiarla como a otras rivales. Igualmente afirmó que estaba muy concentrada para la pelea y quería el título. La pelea fue reñida pero Peres se llevó la victoria y no solo ganó otro título de Nueva Zelanda, sino que también se convirtió en la primera mujer en ganar dos títulos diferentes de Nueva Zelanda.
En diciembre de 2017, Peres se enfrentó a Tessa Tualevao por la revancha. En este caso, Peres subestimó a Tualevao en el primer round y la joven consiguió la victoria. El segundo asalto estuvo reñido y finalmente Peres ganó la pelea por decisión unánime. Después de la pelea, en una entrevista con Benjamin Thomas Watt, dijo: "Siempre me siento genial después de una victoria, pero tengo claro que nunca puedes subestimar a tu oponente y Tessa es una chica muy talentosa y dura".
En marzo de 2018, Geovana Peres defendió su título de PBCNZ Nueva Zelanda contra Lani Daniels en su primera pelea de 10 asaltos. Daniels es conocida por ser múltiple campeona amateur de Nueva Zelanda. Tiene una gran experiencia en boxeo amateur al igual que su hermana Caroline Daniels. La pelea contra ella fue extremadamente reñida y Peres casi pierde en el noveno asalto. Finalmente ganó la pelea tras una reñida decisión de un jurado muy dividido. Después de la pelea, el representante de Daniels declaró que querían tener una revancha con Peres lo antes posible.
Después de esta última victoria se anunció que se estaban llevando a cabo conversaciones para una futura pelea por el título mundial. El plan era que Lani Daniels se enfrente a Nailini Helu y que la ganadora de esa pelea se enfrente a Geovana Peres en febrero de 2019 por un título regional. La ganadora entre Geovana Peres y Lani Daniels o Nailini Helu se enfrentaría luego a Alrie Meleisea por el título mundial. Esa pelea por el título mundial tendría lugar a finales de 2019 o principios de 2020.
Después del anuncio de esos futuros planes para el título mundial, Peres recibió su primera clasificación mundial de un importante organismo de boxeo. A principios de abril de 2018 se anunció que Peres ocupaba el quinto lugar en el ranking femenino de peso pesado de la Asociación Mundial de Boxeo.  A mediados de 2018, el ranking de Peres saltó al primer lugar en la AMB y al segundo en Boxrec. En una entrevista en el canal Gladrap en YouTube, Benjamin Thomas Watt anunció que su manager estaba en medio de negociaciones para una pelea por el título mundial. El 6 de diciembre de 2018 estaba programado que Peres peleara contra Nailini Helu pero debido a que no le salió el permiso policial, Helu no pudo pelear y convocaron a Trish Vaka tres días antes de la pelea. Peres ganó la pelea por decisión unánime, ganando todos los asaltos y dominando la pelea.
El 17 de diciembre de 2018, se anunció que Peres se enfrentaría a Lani Daniels en una revancha por el título mundial de peso semipesado de la OMB. El evento tuvo lugar el 30 de marzo de 2018 en Auckland, Nueva Zelanda.Peres ganó el título mundial inaugural de la OMB por decisión unánime frente a un público que agotó las entradas. Poco después de la pelea, Geovana Peres firmó un contrato de tres peleas con Rival Sports Promotion NZ, dirigida por Bruce Glozier y Steve Deane.
En julio de 2018, Geovana Peres se convirtió en ciudadana de Nueva Zelanda.
El 30 de julio de 2019, el promotor de Geovana Peres, Bruce Glozier, anunció que Peres defenderá su título mundial de peso semipesado femenino de la OMB contra Claire Hafner en el Sky City Convention Center de Auckland, Nueva Zelanda, el 4 de octubre de 2019  Peres comenzó a preparar la pelea entrenando en el Sky walk, a 193 metros de altura, en la Sky Tower. Peres ganó la pelea cuando el árbitro detuvo el combate entre el octavo y el noveno asalto.
El 26 de enero de 2021 se anunció que Geovana Peres se había retirado oficialmente del boxeo, poniendo fin a su carrera como campeona mundial.

## Carrera de kickboxing y muay thai
El 16 de abril de 2021, Peres hizo su debut en una pelea amateur de muay thai contra la medallista de oro junior de IFMA y campeona mundial de GAMMA, Roezala Su'e. El 13 de agosto de ese mismo año, Peres ganó su primera pelea de kickboxing contra Gina Gee. Fue por decisión unánime y ganó el premio Fau Vake Warrior's Heart Memorial Shield.  El 12 de octubre de 2022, se anunció que Peres competiría en su tercera pelea de muay thai el 5 de noviembre contra la ex estrella de MMA Nueva Zelanda Faith McMah y que pelearían por el título de peso pesado del WMC Nueva Zelanda.  Peres ganó ese combate por una decisión cerrada y dividida.
El 22 de junio de 2024, Peres regresará al ring para intentar capturar su segundo título de Nueva Zelanda. Ese día peleará contra Faith McMah en una revancha en el Mercury Bay Park Arena en Tauranga donde disputarán el primer título de peso pesada Muay Thai Nacional de Nueva Zelanda del CMB. Es la primera vez que el organismo sancionador CMB de muay thai otorga un cinturón de peso pesado para la división femenina de ese deporte.

## Investigación
En 2012, Geovana Peres contribuyó a la investigación del Instituto Liggins de la Universidad de Auckland. La investigación fue sobre mujeres embarazadas obesas que hacían ejercicio durante el embarazo y los efectos sobre la descendencia y su propia salud. Peres fue la fisióloga asistente de la investigación. El artículo de investigación se publicó en 2014.

## Premios y reconocimientos
- Premios LGBTI de Nueva Zelanda
  - Personalidad deportiva del año 2018 (nominada)[33]
- linealboxingchampion.com
  - Campeona mundial lineal de peso pesado[34]
- Premios de boxeo de Nueva Zelanda
  - Premios Gladrap 2019 Mejor boxeadora del año (nominada)
  - Campeona del año de los premios Gladrap 2019 (ganado)
  - Nocaut del año en los premios Gladrap 2019 (nominada)
  - 2019 Gladrap Awards Pelea internacional del año (Nominada)
  - Pelea del año de Gladrap Nueva Zelanda 2019 (ganada)
  - Boxeadora del año Gladrap 2019 (ganado)[35]
  - Boxeadora del año Gladrap 2019 (ganado)[36]
- Kickboxing urbano
  - Escudo conmemorativo Corazón Guerrero de Fau Vake 2021 (ganado)

## Palmarés

### Títulos de boxeo amateur
- Medallista de oro en los Guantes de Oro de la Isla Norte de Nueva Zelanda 2016[37]
  - Derrotó a Ruby Tefuga 3-0[38]

### Títulos de boxeo profesional
- Federación Nacional de Boxeo de Nueva Zelanda
  - Título nacional de peso semipesado de Nueva Zelanda[39]
- Comisión de Boxeo Profesional de Nueva Zelanda
  - Título nacional de peso semipesado de Nueva Zelanda (174¾ Ibs)[40]
- Organización Mundial de Boxeo
  - Título mundial de peso semipesado

### Títulos de Kickboxing y Muay Thai
- Consejo Mundial de Muay Thai (WMC)
  - Título de peso pesado de Nueva Zelanda

## Récord de pelea

### Récord de boxeo profesional
| No. | Result   | Record | Opponent       | Type | Round, time  | Date        | Location                                       | Notes                                           |
| --- | -------- | ------ | -------------- | ---- | ------------ | ----------- | ---------------------------------------------- | ----------------------------------------------- |
| 9   | Victoria | 8–1    | Claire Hafner  | RTD  | 8 (10), 2:00 | 4 Oct 2019  | SkyCity, Auckland, New Zealand                 | Retained WBO female light-heavyweight title     |
| 8   | Victoria | 7–1    | Lani Daniels   | UD   | 10           | 30 Mar 2019 | SkyCity, Auckland, New Zealand                 | Won vacant WBO female light-heavyweight title   |
| 7   | Victoria | 6–1    | Trish Vaka     | UD   | 6            | 6 Dec 2018  | Ellerslie Event Centre, Auckland, New Zealand  |                                                 |
| 6   | Victoria | 5–1    | Lani Daniels   | SD   | 10           | 16 Mar 2018 | ABA Stadium, Auckland, New Zealand             | Retained PBCNZ female light-heavyweight title   |
| 5   | Victoria | 4–1    | Tessa Tualevao | UD   | 4            | 14 Dec 2017 | ABA Stadium, Auckland, New Zealand             |                                                 |
| 4   | Victoria | 3–1    | Trish Vaka     | UD   | 8            | 13 Oct 2017 | ABA Stadium, Auckland, New Zealand             | Won vacant PBCNZ female light-heavyweight title |
| 3   | Victoria | 2–1    | Tessa Tualevao | UD   | 4            | 1 Jul 2017  | Manurewa Netball Centre, Manurewa, New Zealand |                                                 |
| 2   | Victoria | 1–1    | Nailini Helu   | UD   | 8            | 21 Apr 2017 | ABA Stadium, Auckland, New Zealand             | Won vacant NZNBF female light-heavyweight title |
| 1   | Loss     | 0–1    | Sarah Long     | UD   | 4            | 10 Mar 2017 | ABA Stadium, Auckland, New Zealand             |                                                 |

### Récord de kickboxing y muay thai
| No. | Result   | Record | Opponent     | Type | Round, time | Date        | Location                                                    | Notes                                                           |
| --- | -------- | ------ | ------------ | ---- | ----------- | ----------- | ----------------------------------------------------------- | --------------------------------------------------------------- |
| 4   |          |        | Faith McMah  |      | 5           | 22 Jun 2024 | Mercury Bay Park Arena, Tauranga , New Zealand              | Pro Muay Thai vacant WBC New Zealand National Heavyweight title |
| 3   | Victoria | 2–1    | Faith McMah  | SD   | 5           | 5 Nov 2022  | Community Centre, Te Atatū Peninsula, Auckland, New Zealand | Pro Muay Thai Won vacant WMC New Zealand Heavyweight title      |
| 2   | Victoria | 1–1    | Gina Gee     | UD   | 3           | 13 Aug 2021 | Community Centre, Te Atatū Peninsula, Auckland, New Zealand | Pro Kickboxing Won the Fau Vake Warrior's Heart Memorial Shield |
| 1   | Loss     | 0–1    | Roezala Su'e | SD   | 3           | 16 Apr 2021 | Community Centre, Te Atatū Peninsula, Auckland, New Zealand |                                                                 |